# 高木洋
高木 洋（たかき ひろし、1976年5月24日 - ） は、日本の作曲家、編曲家。福岡県出身。東京音楽大学作曲専攻（映画・放送音楽コース）卒業。血液型はA型。

## 経歴
大学在学中より羽田健太郎のアシスタントを務める。2003年、羽田が音楽担当を務めた『爆竜戦隊アバレンジャー』にサブコンポーザーとして参加。以降、アニメや特撮作品の劇伴を中心に活動する。「スーパー戦隊シリーズ」への参加は『獣拳戦隊ゲキレンジャー』の頃にも依頼があったが、その2年後の『侍戦隊シンケンジャー』で実現した。
『ドキドキ!プリキュア』から『魔法つかいプリキュア!』まで、「プリキュアシリーズ」の劇伴音楽を担当。『ふたりはプリキュア Splash Star』や『Yes!プリキュア5』『Yes!プリキュア5GoGo!』で挿入歌やキャラクターソングを手がけた経験があり、「いつか『プリキュア』の音楽をメインでやりたい」と念願が叶った形となる。

## 音楽担当

### テレビアニメ
- 冒険王ビィト
  - 冒険王ビィト（2004年9月30日 - 2005年9月29日）
  - 冒険王ビィト エクセリオン（2005年10月6日 - 2006年3月30日）
- パッタ ポッタ モン太（2006年8月1日 - 2007年1月30日）
- Saint October（2007年1月4日 - 6月28日）
- TYTANIA -タイタニア-（2008年10月 - 2009年3月）
- 怪談レストラン（2009年10月13日 - 2010年6月8日）
- AKB0048（スワベック・コバレフスキと連名）
  - AKB0048（2012年4月29日 - 7月22日）
  - AKB0048 next stage（2013年1月5日 - 3月30日）
- 幕末義人伝 浪漫（2013年1月7日 - 3月25日）
- プリキュアシリーズ
  - ドキドキ!プリキュア（2013年2月3日 - 2014年1月26日）
  - ハピネスチャージプリキュア!（2014年2月2日 - 2015年1月25日）
  - Go!プリンセスプリキュア（2015年2月1日 - 2016年1月31日）
  - 魔法つかいプリキュア!（2016年2月7日 - 2017年1月29日）
  - 魔法つかいプリキュア!!〜MIRAI DAYS〜（2025年1月11日 - 3月30日）
- 魔界王子 devils and realist（2013年7月7日 - 9月22日）
- デンキ街の本屋さん（2014年10月2日 - 12月18日）
- おしりたんてい（2018年5月3日 - ）
- 千銃士（2018年7月3日 - 9月25日）
- 地縛少年花子くん（2020年1月10日 - 3月27日）[5]
- 特装合体ロボ ジョブレイバー（2025年7月6日 - 予定）

### 実写
- スーパー戦隊シリーズ
  - 侍戦隊シンケンジャー 銀幕版 天下分け目の戦（2009年8月8日）
  - 快盗戦隊ルパンレンジャーVS警察戦隊パトレンジャー en film（2018年8月4日）
  - 劇場版 騎士竜戦隊リュウソウジャーVSルパンレンジャーVSパトレンジャー（2020年2月8日、𠮷川清之と共同）
- 仮面ライダーシリーズ
  - 仮面ライダー THE WINTER MOVIE ガッチャード&ギーツ 最強ケミー★ガッチャ大作戦（2023年12月22日、佐橋俊彦と共同）
  - 仮面ライダーガッチャード ザ・フューチャー・デイブレイク（2024年7月26日）

### アニメ
- プリキュアシリーズ
  - 映画 ドキドキ!プリキュア マナ結婚!!?未来につなぐ希望のドレス（2013年10月26日）
  - 映画 ハピネスチャージプリキュア! 人形の国のバレリーナ（2014年10月11日）
  - 映画 Go!プリンセスプリキュア Go!Go!!豪華3本立て!!!（2015年10月31日）
  - 映画 プリキュアオールスターズ みんなで歌う♪奇跡の魔法!（2016年3月19日）
  - 映画 魔法つかいプリキュア! 奇跡の変身!キュアモフルン!（2016年10月29日）
  - 映画 プリキュアドリームスターズ!（2017年3月19日、林ゆうきと共同）
  - 映画 プリキュアオールスターズF（2023年9月15日、深澤恵梨香、林ゆうき、寺田志保と共同）
- 映画おしりたんてい シリアーティ（2022年3月18日）
  - 同時上映映画おしりたんてい 夢のジャンボスイートポテトまつり

### 特撮
- スーパー戦隊シリーズ
  - 爆竜戦隊アバレンジャー（2003年2月16日 - 2004年2月8日） - 羽田健太郎 with Healthy Wingsのメンバーとして参加[1]
  - 侍戦隊シンケンジャー（2009年2月15日 - 2010年2月7日）
  - 快盗戦隊ルパンレンジャーVS警察戦隊パトレンジャー（2018年2月11日 - 2019年2月10日）
  - 4週連続スペシャル スーパー戦隊最強バトル!!（2019年2月17日 - 3月10日）
- 超星艦隊セイザーX（2005年10月1日 - 2006年6月24日）
  - 劇場版 超星艦隊セイザーX 戦え!星の戦士たち（2005年12月17日）[2]
- 仮面ライダーシリーズ
  - 仮面ライダーガッチャード（2023年9月3日 - 2024年8月25日）[6] - 最終話では客としてカメオ出演[7]
  - 仮面ライダーゼッツ（2025年、坂部剛と共同）[8]

### OVA
- イリヤの空、UFOの夏(2005年2月25日 - 6月29日)

### ゲーム
- ファントム・キングダム（PlayStation 2、2005年3月17日）

### テレビドラマ
- 警視庁捜査ファイル さくら署の女たち（2007年7月11日 - 9月13日）

### Webアニメ
- 京騒戯画（2011年12月10日）

### Vシネマ
- ルパンレンジャーVSパトレンジャーVSキュウレンジャー（2019年8月21日発売）（山下康介と共同）
- 仮面ライダーガッチャード GRADUATIONS（2025年6月11日発売）
  - 同時上映 ホッパー1のはるやすみ

### テレビ番組
- 題名のない音楽会21 ※スタジオ編曲担当

## 楽曲提供

### アーティスト
- 「青春のフラッグ」(渡り廊下走り隊、2010年6月30日)

「青春のフラッグ」 - 作曲
- 「フライングゲット」(AKB48、2011年8月24日)

「抱きしめちゃいけない」(アンダーガールズ) - 作曲
- 「Magical ゆるふわ Tour」(魔法女子☆セイレーン、2013年8月7日)

「Magical ゆるふわ Tour」 - 作曲・編曲

### テレビアニメ
- OVA「イリヤの空、UFOの夏」（2005年2月25日 - 6月29日）

オープニングテーマ「Forever Blue」（今井ちひろ） - 編曲
エンディングテーマテーマ「ひまわり」（今井ちひろ - 編曲
- ふたりはプリキュア Splash Star (2006年2月5日 - 2007年1月28日)

キャラクターソング「ずっと、ずっと…ね」(日向咲、美翔舞、フラッピ、チョッピ) - 編曲
キャラクターソング「Yes! プリキュアスマイル♪〜夢に向かって〜」(日向咲、美翔舞、うちやえゆか) - 作曲・編曲
キャラクターソング「7つの泉を奪還せよ!! 〜フィフスエレメントの逆襲〜」(DARK ELEMENTS＝カレハーン、モエルンバ、ドロドロン、ミズ・シタターレ、キントレスキー) - 編曲
イメージソング「奇跡の雫」(うちやえゆか) - 編曲
- Saint October (2007年1月4日 - 6月28日)

オープニングテーマ「Wheel of fortune」(ゴスロリ少女探偵団（葉山小十乃、白藤菜月、聖三咲）) - 作曲・編曲
前期エンディングテーマ「未知なる場所へ」(白藤菜月) - 作曲・編曲
後期エンディングテーマ「空のコトバ」(聖三咲) - 作曲・編曲
最終回エンディングテーマ「Mellow Stereo」(ゴスロリ少女探偵団（葉山小十乃、白藤菜月、聖三咲）) - 作曲・編曲
キャラクターソング「この手で創る物語」(葉山小十乃) - 作曲・編曲
キャラクターソング「WHO?～君はどこにいるの～」(葉山小十乃) - 作曲・編曲
キャラクターソング「Precious Days」(葉山小十乃) - 作曲
キャラクターソング「無償の愛より大切なもの」(葉山小十乃) - 作曲・編曲
キャラクターソング「未来を開く鍵」(葉山小十乃) - 作曲・編曲
キャラクターソング「私という命の証」(葉山小十乃) - 作曲・編曲
キャラクターソング「私の未来」(白藤菜月) - 作曲・編曲
- スカイガールズ (2007年7月5日 - 12月27日)

前期エンディングテーマ「True Blue」(園宮可憐) - 作曲・編曲
後期エンディングテーマ「Diamond Sparkle」(アイーシャ・クリシュナム) - 作曲・編曲
- スマイルプリキュア! (2012年2月5日 - 2013年1月27日)

キャラクターソング「いつも笑顔で」(緑川なお) - 作曲（スワベック・コバレフスキと連名） - 編曲
- ゆるゆり♪♪ (2012年7月2日 - 9月17日)

エンディングテーマ「ガールズパワーで」（結衣(津田美波)&ちなつ(大久保瑠美)） - 編曲
- ゆるゆり さん☆ハイ!

第8話エンディングテーマ「ガールズパワーで」(船見結衣&吉川ちなつ) - 編曲
キャラクターソング「しましまモード☆」(杉浦綾乃) - 編曲
- ドキドキ!プリキュア (2013年2月3日 - 2014年1月26日)

イメージソング「負けない翼で」(黒沢ともよ) - 作曲・編曲
- 桜Trick (2014年1月 - 3月)

第8話エンディングテーマ「桜Sweet Kiss」 - 編曲
キャラクターソング「はるいろ乙女」 - 編曲
- ハピネスチャージプリキュア! (2014年2月2日 - 2015年1月25日)

挿入歌「しあわせごはん愛のうた」(キュアハニー) - 作曲・編曲
挿入歌「イノセントハーモニー」(キュアラブリー、キュアプリンセス、キュアハニー、キュアフォーチュン) - 作曲・編曲
- Go!プリンセスプリキュア（2015年2月1日 - 2016年1月31日）

イメージソング「ドリームガーデン」（北川理恵） - 作曲・編曲
キャラクターソング「赤のコンチェルト」（キュアスカーレット） - 編曲
キャラクターソング「つよく、やさしく、美しく。」（キュアフローラ、キュアマーメイド、キュアトゥインクル、キュアスカーレット） - 編曲
挿入歌「プリンセスの条件」（キュアフローラ、キュアマーメイド、キュアトゥインクル、キュアスカーレット） - 作曲・編曲
キャラクターソング「ストリングス」（カナタ&トワ） - 作曲・編曲
- 魔法つかいプリキュア!（2016年2月7日 - 2017年1月29日）

挿入歌「キラリ☆100カラットの奇跡」(キュアミラクル、キュアマジカル) - 作曲・編曲
- キラキラ☆プリキュアアラモード（2017年2月5日 - 2018年1月28日）

イメージソング「キラキラ☆スイート☆マドモアゼル」（駒形友梨） - 作曲・編曲
- トロピカル〜ジュ!プリキュア（2021年2月28日 - 2022年1月30日）

挿入歌「なかよしのうた」（ローラ） - 作曲・編曲
- ひろがるスカイ!プリキュア（2023年2月5日 - 2024年1月28日）

挿入歌「Daybreak song」（石井あみ、北川理恵、Machico、吉武千颯） - 作曲

### 映画
- 映画 ドキドキ!プリキュア マナ結婚!!?未来につなぐ希望のドレス (2013年10月26日)

挿入歌「たからもの」(相田マナ、菱川六花、四葉ありす) - 作曲・編曲
- 映画 ハピネスチャージプリキュア! 人形の国のバレリーナ (2014年10月11日)

挿入歌「勇気が生まれる場所」(キュアラブリー、キュアプリンセス、キュアハニー、キュアフォーチュン) - 作曲・編曲
イメージソング「見上げれば青い空」(愛乃めぐみ、つむぎ) - 作曲・編曲
- THE LAST -NARUTO THE MOVIE- (2014年12月6日)

キャラクターソング「冬の終わりに」（日向ヒナタ）- 作曲・編曲
- 映画 Go!プリンセスプリキュア Go!Go!!豪華3本立て!!! (2015年10月31日)

『パンプキン王国のたからもの』主題歌「KIRA KIRA」（Every Little Thing） - オーケストラアレンジ
『パンプキン王国のたからもの』挿入歌「Sharin' Miracle」（パンプルル姫）- 作曲・編曲
『プリキュアとレフィのワンダーナイト!』挿入歌「Happy Happening♪」（レフィ姫）- 作曲・編曲
- 映画 魔法つかいプリキュア! 奇跡の変身!キュアモフルン! (2016年10月29日)

挿入歌「キラメク誓い」(キュアミラクル、キュアマジカル、キュアフェリーチェ、キュアモフルン) - 作曲・編曲
挿入歌「鮮烈!キュアモフルン」(五條真由美) - 作曲・編曲
- 映画 プリキュアドリームスターズ! (2017年3月18日)

オープニングテーマ・挿入歌「桜MISSION〜プリキュアリレーション〜」（北川理恵） - 編曲
- 映画 プリキュアスーパースターズ!（2018年）

オープニングテーマ「明日笑顔になぁれ!」（北川理恵） - 作曲・編曲
- 映画 HUGっと!プリキュア♡ふたりはプリキュア オールスターズメモリーズ（2018年）

オープニングテーマ「DANZEN! ふたりはプリキュア〜唯一無二の光たち〜」（五條真由美） - 編曲
- 映画 スター☆トゥインクルプリキュア 星のうたに想いをこめて（2019年）

エンディングテーマ・挿入歌「Twinkle Stars」（知念里奈/キュアスター・キュアミルキー・キュアソレイユ・キュアセレーネ・キュアコスモ） - 作曲・編曲

### 特撮
- スーパー戦隊VSシリーズ劇場（2010年5月23日 - 12月26日）
主題歌「バーサス! スーパー戦隊」（Project.R(高取ヒデアキ/YOFFY/谷本貴義)） - 作曲・編曲 ※大石憲一郎と連名

- シージェッター海斗 特別編（2013年3月23日）

オリジナルテーマソング「まほろばの群青」(水木一郎) - 編曲
- 快盗戦隊ルパンレンジャーVS警察戦隊パトレンジャー（2018年2月11日 - 2019年2月10日）

オープニングテーマ「ルパンレンジャーVSパトレンジャー」（Project.R(吉田達彦、吉田仁美)） - 作曲・編曲
挿入歌「ルパンレンジャー、ダイヤルを回せ」（吉田達彦） - 作曲・編曲
挿入歌「Chase You Up!パトレンジャー」（吉田仁美） - 作曲・編曲
挿入歌「快盗ガッタイム!ルパンカイザー」（吉田達彦） - 作曲・編曲
挿入歌「警察ガッタイム!パトカイザー」（吉窪司） - 作曲・編曲
挿入歌「M・A・X POWER」（谷本貴義） - 作曲
挿入歌「エックスエンペラー M・A・X POWER」（谷本貴義） - 作曲
イメージソング「ギャングラーズパラダイス」（串田アキラ） - 作曲・編曲
キャラクターソング「秘めた想い」（早見初美花(工藤遥)） - 作曲・編曲
キャラクターソング「じゃがとんのうた」（明神つかさ(奥山かずさ)） - 作曲・編曲
- 仮面ライダーガッチャード

挿入歌「風の守護者」（九堂風雅(石丸幹二)) - 作曲
キャラクターソング「CRY SIS」（冥黒の三姉妹(沖田絃乃&宮原華音&坂巻有紗)） - 作曲・編曲

### 企画アルバム
- 『みんなで歌おうプリキュアパーティー!』（2016年9月28日）

プリキュア☆彡ハロウィンカーニバル!（北川理恵）- 作曲・編曲
Precure Holy Night（うちやえゆか）- 作曲・編曲